# Sundridge with Ide Hill
Sundridge with Ide Hill – civil parish w Anglii, w Kent, w dystrykcie Sevenoaks. W 2011 civil parish liczyła 1877 mieszkańców.